# Магістральна мережа зв'язку
Магістральна мережа зв'язку — це транспортна телекомунікаційна інфраструктура для надання послуг зв'язку, що, як правило, вибудовується на волоконно-оптичній лінії зв'язку (ВОЛЗ) із використанням високошвидкісного канального обладнання зв'язку.
Магістральна мережа забезпечує транзит потоків повідомлень між зоновими мережами і зв'язність єдиної національної системи зв'язку (ЄНСЗУ), є стратегічно важливим компонентом.
За організаційно-технічної побудови магістральні мережі ЄНСЗУ поділяються на два класи:
Магістральні мережі I класу — мережі, що задовольняють всім організаційно-технічним вимогам ЄНСЗУ в частині забезпечення стійкості і живучості мережі, захищеності від інформаційних погроз і впливу дестабілізуючих факторів.
Магістральні мережі II класу — мережі, що не цілком задовольняють цим вимогам.